# Ōtagaki Rengetsu
En aquest nom japonès, el cognom és Ōtagaki.
Ōtagaki Rengetsu (japonès: 太田垣 蓮月, 10 de febrer de 1791 – 10 de desembre de 1875) va ser una monja budista que és àmpliament considerada com una de les poetes japoneses més grans del segle xix. També va ser una hàbil ceramista, pintora i experta cal·lígrafa.
Nascuda en una família de samurais amb el cognom Tōdō, filla d'una cortesana i d'un noble, va ser adoptada a una edat primerenca per la família Ōtagaki. Va ser una dama de companyia al castell de Kameoka des dels 7 fins als 16 anys, quan es va casar. Es va casar dues vegades i va tenir cinc fills.
Es va convertir en monja budista als trenta anys després d'enterrar els dos marits, tots els seus fills, la seva madrastra i el seu germanastre. Ōtagaki es va unir al temple Chion-in prenent Rengetsu («Lluna de lotus») com a nom budista. Va romandre a Chion-in durant gairebé deu anys i va viure en altres temples durant les tres dècades següents, fins al 1865, quan es va establir a Jinkō-in, on va romandre la resta de la seva vida.
En ser dona, només se li va permetre viure en el monestir budista durant uns dos d'anys. Després va viure en cabanes petites. Va ser una mestra d'arts marcials després d'haver estat entrenada des de petita per la seva família adoptiva en jujutsu, naginatajutsu, kenjutsu i kusarigama.
Encara que més coneguda per la poesia yamato-uta, Rengetsu també també va reeixir en la dansa, la costura i la cerimònia del te japonesa. Va admirar i estudiar amb grans poetes com Ozawa Roan i Ueda Akinari i, més endavant es va convertir en amiga íntima i mentora de l'artista Tomioka Tessai. Diverses obres de Tessai presenten cal·ligrafies de Rengetsu.

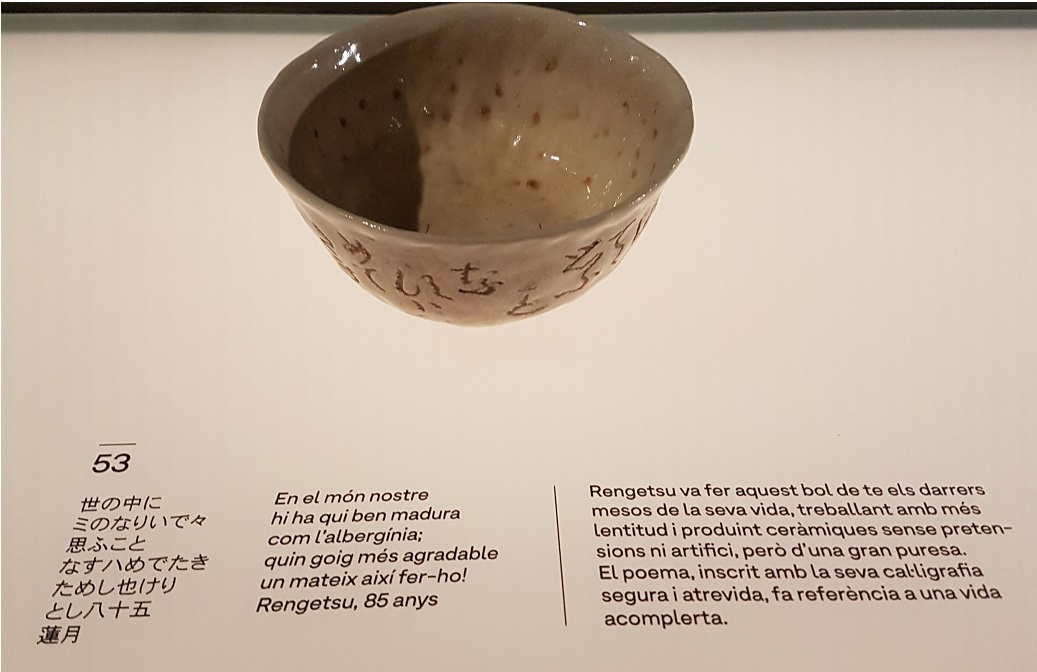
Bol i poema d'Ôtagaki Rengetsu. Exposició Monestir de Pedralbes 2021-22

El seu treball de ceràmica es va fer tan popular que va anomenar-se després de la seva mort ceràmica Rengetsu. El seu treball (tant de ceràmica com de cal·ligrafia) es conserva a diversos museus d'arreu del món, com el Museu d'Art de Birmingham, el Museu d'Art del Comtat de Los Angeles, el Samuel P. Harn Museum of Art, el Museu d'Art de Saint Louis el Museu d'Art de la Universitat de Michigan, el Walters Art Museum, els Museus d'Art de Harvard, el Museu Britànic i el Museu Maidstone.

## Exposicions
Entre els mesos de novembre de 2021 i abril de 2022 el Museu del Reial Monestir de Santa Maria de Pedralbes, de Barcelona, oferí una exposició –36 ceràmiques, 30 pintures i diverses cal·ligrafies que formen part de la de la col·lecció privada alemanya NAEJ–, comissariada per l'expert en la seva obra John Stevens, juntament amnb el professor Ricard Bru. Abans d'aquesta, només dues altres exposicions més petites, havien presentat anteriorment obra d'Ōtagaki Rengetsu, al Japó i a Austràlia.

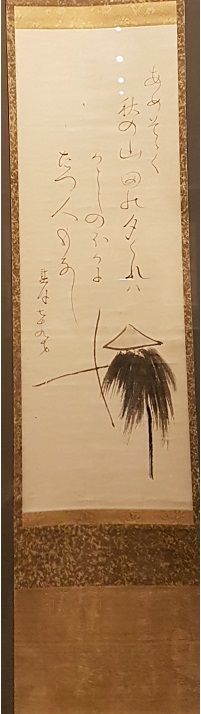
Obra d'Ôtagaki Rengetsu. Exposició Monestir de Pedralbes